# Deng Tingzhen
Deng Tingzhen (en chino tradicional, 鄧廷楨; pinyin, Dèng Tíngzhēn; Wade-Giles, Teng T'ing-chen; 1776–1846) fue un mandarín chino que sirvió como Virrey de Liangguang entre 1836 y principios de 1840.

## Biografía
Deng nació en Suzhou, en la provincia de Jiangsu, en 1776. Obtuvo el título de Jinshi en los exámenes imperiales del Palacio Imperial en 1801 durante el reinado de Jiaqing, y entró en la Academia Hanlin con el título de Shujishi (庶吉士). Ejerció el cargo de prefecto imperial en Ningbo, Yan'an y Xi'an. También fue juez provincial en Hubei y Jiangxi. En 1826 obtuvo primer cargo de gobernador cuando el emperador Daoguang lo nombró gobernador provincial de Anhui. El 15 de octubre de 1835 Daoguang lo nombró virrey de Liangguang.
Como Virrey de Liangguang, Deng estuvo a cargo de gestionar el comercio entre China y Occidente en Cantón. Deng fue un defensor de la liberalización del tráfico de opio, y en octubre de 1836 remitió al emperador Daoguang un memorial defendiendo la legalización de su comercio como vía para limitar el daño que el narcotráfico causaba a las finanzas chinas. Daoguang, en un principio favorable a la medida, acabó convencido de que era innecesaria y ordenó a Deng en 1837 que actuara con firmeza contra el tráfico de opio en Cantón. Deng Tingzhen organizó redadas destinadas a desarticular las redes de traficantes chinos que introducían el opio en China; cerró todos los fumaderos de opio en la ciudad y ejecutó a numerosos criminales.
Las medidas de Deng tuvieron tanto éxito que Daoguang decidió asestar un golpe definitivo al narcotráfico en Cantón nombrando a Lin Zexu Comisario Imperial con el mandato de erradicar el narcotráfico en China. Lin Zexu llegó a Cantón en marzo de 1839, y Deng, como Virrey de Liangguang, se puso a sus órdenes. Una de sus primeras acciones de Deng como segundo al mando en la fue la de confesar a Lin Zexu que su propio hijo era uno de los traficantes de opio más notorios de Cantón.
Las acciones de Lin Zexu desembocaron en la primera guerra del Opio (1839-1842) entre Reino Unido y China. Debido al aparente éxito inicial de Lin Zexu (había incautado todo el opio en manos de los narcotraficantes británicos y expulsado a los traficantes de Cantón), Daoguang decidió nombrar a Lin Zexu virrey de Liangguang a principios de 1840 con la intención de que acabara con su trabajo en Cantón.
Así, el 29 de enero de 1840 Deng Tingzhen fue trasladado a Amoy como virrey de Min-zhe. Como virrey a cargo de las provincias de Fujian y Zhejiang, Deng se vio envuelto de lleno en los combates de la primera guerra del Opio. Unos meses después de llegar a Amoy, el 2 de julio de 1840 la flota británica atacó la ciudad y la tomó por la fuerza. Aunque Deng intentó fortificar las defensas costeras de Min-Zhe, su incapacidad para responder a los británicos y su relación previa con Lin Zexu, que para mediados de 1840 era el chivo expiatorio de todo el fiasco, suposieron que el 28 de septiembre de 1840 Daoguang destituyera a Deng y lo exiliara a Ilí, en Xinjiang. Fue restituido con relativa rapidez, y nombrado gobernador provincial de Shaanxi. Murió en 1846 en Xi'an. La tumba de Deng Tingzhen, junto a la puerta de Xiamen del recinto amurallado de Nankín, es en la actualidad una atracción turística local.
Deng fue un destacado erudito, famoso calígrafo y autor de varios libros de poesía.